# Toyota Camry Solara

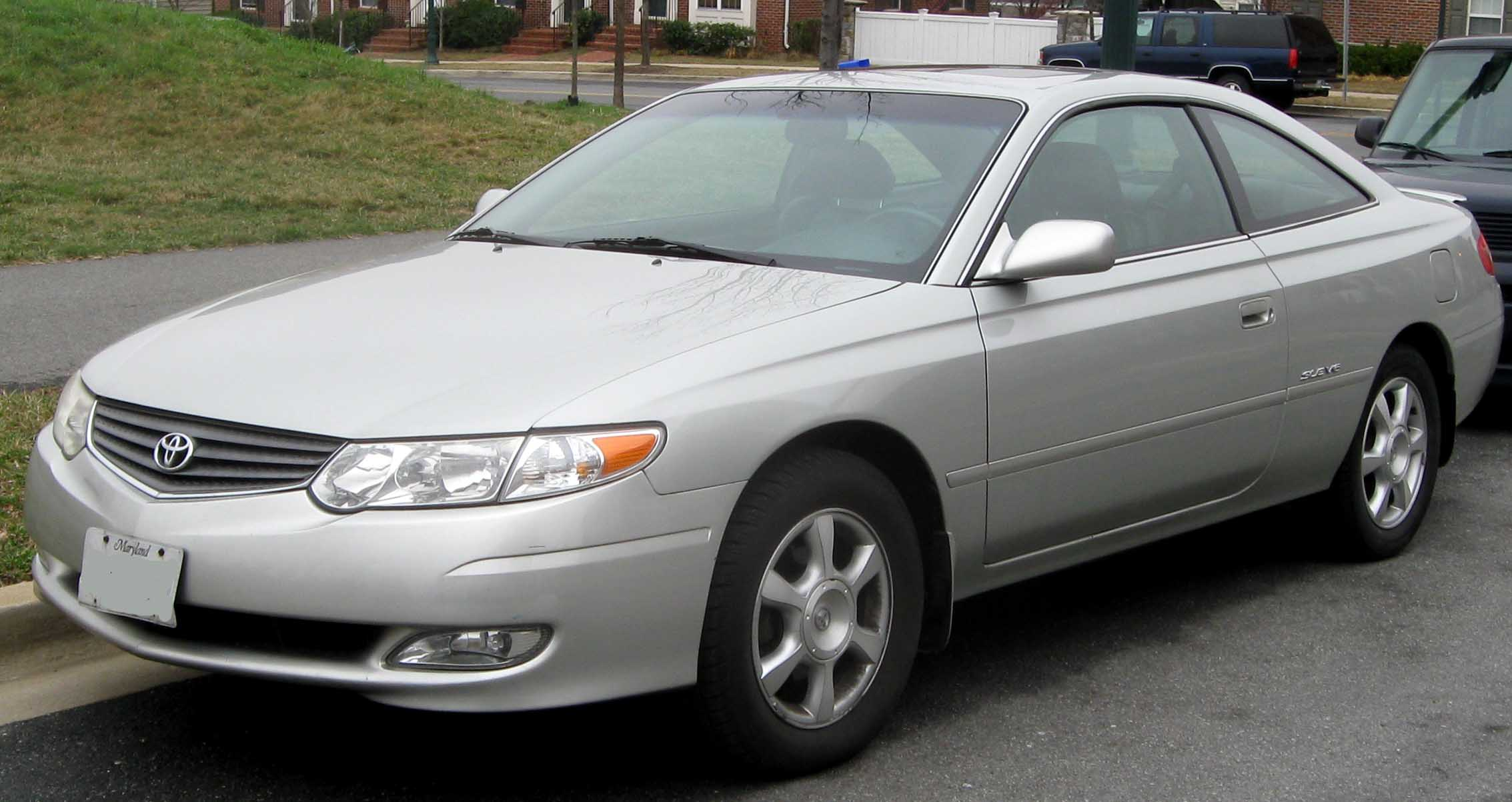
I generacja - coupé

Toyota Camry Solara – samochód osobowy klasy średniej-wyższej produkowany przez japońską firmę Toyota w latach 1998–2009 z przeznaczeniem na rynek północnoamerykański. Dostępny wyłącznie jako 2-drzwiowe coupé oraz 2-drzwiowy kabriolet. Do napędu używano benzynowych silników R4 o pojemności 2,2 oraz 2,4 l V6 o pojemności 3,0 oraz 3,3 l. Moc przenoszona była na oś przednią poprzez 4- lub 5-biegową automatyczną bądź 5-biegową manualną skrzynię biegów. Powstały trzy generacje modelu.

## Dane techniczne ('01 R4 2.2)

### Silnik
- R4 2,2 l (2164 cm³), 4 zawory na cylinder, DOHC
- Układ zasilania: wtrysk
- Średnica cylindra × skok tłoka: 87,10 mm × 90,90 mm
- Stopień sprężania: 9,5:1
- Moc maksymalna: 138 KM (101 kW) przy 5200 obr./min
- Maksymalny moment obrotowy: 204 N•m przy 4400 obr./min

## Dane techniczne ('01 V6 3.0)

### Silnik
- V6 3,0 l (2995 cm³), 4 zawory na cylinder, DOHC
- Układ zasilania: wtrysk
- Średnica cylindra × skok tłoka: 87,40 mm × 83,10 mm
- Stopień sprężania: 10,5:1
- Moc maksymalna: 203 KM (149 kW) przy 5200 obr./min
- Maksymalny moment obrotowy: 290 N•m przy 4400 obr./min

## Dane techniczne ('08 R4 2.4)

### Silnik
- R4 2,4 l (2362 cm³), 4 zawory na cylinder, DOHC
- Układ zasilania: wtrysk
- Średnica cylindra × skok tłoka: 88,50 mm × 96,00 mm
- Stopień sprężania: 9,8:1
- Moc maksymalna: 157 KM (116 kW) przy 6000 obr./min
- Maksymalny moment obrotowy: 214 N•m przy 4000 obr./min

## Dane techniczne ('08 V6 3.3)

### Silnik
- V6 3,3 l (3311 cm³), 4 zawory na cylinder, DOHC
- Układ zasilania: wtrysk
- Średnica cylindra × skok tłoka: 92,00 mm × 83,00 mm
- Stopień sprężania: 10,8:1
- Moc maksymalna: 213 KM (157 kW) przy 5600 obr./min
- Maksymalny moment obrotowy: 298 N•m przy 3600 obr./min